# Ian Carr
Pour les articles homonymes, voir Carr.
Ian Carr est un trompettiste de jazz, compositeur et auteur britannique né le 21 avril 1933 à Dumfries (Écosse) et mort le 25 février 2009 à Londres. Il fonde le groupe Nucleus en 1969, qui contribue au développement du jazz-rock, aux côtés de John McLaughlin. Il est également reconnu pour son travail de journaliste, d'auteur et de pédagogue dans le domaine du jazz.

## Biographie

### Jeunesse
Ian Henry Randall Carr naît à Dumfries en Écosse et grandit près de Barnard Castle, au nord-est de l'Angleterre. Durant son enfance, il prend des cours de piano et apprend par lui-même à jouer de la trompette à partir de 17 ans. Carr poursuit ses études de 1952 à 1956 avec une formation en littérature anglaise au King's College de Newcastle. À la fin des années 1950, il doit s'engager dans l'armée anglaise. De retour de son service militaire, il joue à partir de 1961 dans la région de Newcastle avec le groupe EmCee Five formé par son frère cadet Mike Carr, qui est organiste et pianiste. Le musicien John McLaughlin est également à cette période un des membres du groupe.

### Carrière musicale
Après deux années au sein de ce groupe, il s'installe à Londres en 1962 et joue avec le saxophoniste et flutiste Harold McNair. Cette année-là, il forme un quintet avec le saxophoniste Don Rendell et durant sept ans ils se produisent dans différents festivals et enregistrent cinq albums.
Il quitte le quintet et forme en octobre 1969 à Londres le groupe Nucleus, l'un des pionniers dans le genre jazz-rock. Le groupe est initialement composé par Ian Carr à la trompette, Karl Jenkins au piano, Brian Smith (en) au saxophone et à la flute, Bernie Holland à la guitare, Jeff Clyne (en) à la guitare basse et John Marshall à la batterie.
En 1970, ils enregistrent leur premier disque Elastic Rock et se produisent au festival de Montreux, celui de Newport en juillet où le public les accueillent chaleureusement. Le groupe enchaîne ensuite au célèbre club de Greenwich Village, The Village Gate où les auditeurs acclament leur musique perçue comme novatrice. Le groupe effectue en fin d'année d'autres festivals en Allemagne et en Italie ainsi que plusieurs concerts en Angleterre. La reconnaissance du groupe en dehors des frontières anglaises s'amorce à partir de cette année-là et au cours de la décennie entre 1970 et 1980, Ian Carr enregistre 12 albums, en leader et avec son groupe, avec de nombreuses tournées internationales. Carr écrit souvent la musique de ses albums, il compose en particulier tous les morceaux des disques Solar Plexus, Labyrinth et Old Heartland. Il collabore activement aux albums de musiciens comme Neil Ardley (Harmony of the Spheres, Zyklus) ou l'orchestre du pianiste Keith Tippett (Septober Energy).
Parallèlement à son activité avec Nucleus, il enregistre aussi avec le groupe anglais New Jazz Orchestra (en) collaborant brièvement avec des musiciens comme Michael Garrick (en) et son sextet, John Stevens, Trevor Watts, Joe Harriott, Mike Westbrook (en) ou Don Byas. En 1975, Ian Carr est également l'un des membres fondateurs de l'orchestre United Jazz and Rock Ensemble avec lequel il enregistre 10 albums entre 1977 et 1999, il fait une tournée d'adieu avec le groupe en 2002.
À partir de 1982, Ian Carr enseigne le jazz à l'école londonienne Guildhall School of Music and Drama. Il a également travaillé en tant que critique de jazz pour la revue BBC Music Magazine. Carr est l'auteur de plusieurs ouvrages dont une biographie du pianiste Keith Jarrett et une autre du trompettiste Miles Davis.

## Style
Ian Carr est une figure importante du jazz britannique avec près de 40 ans passé sur le devant de la scène musicale. En tant que musicien, compositeur puis auteur, il a été actif sur plusieurs étapes importantes du jazz moderne. Son jeu à la trompette s'inspire à l'origine du bop puis a évolué et s'est développé dans un style qui allie jazz et rock.

## Discographie sélective
En leader
| Enregistrement | Nom de l'album | Label           |
| -------------- | -------------- | --------------- |
| 1972           | Belladonna     | Vertigo Records |
| 1988           | Old Heartland  | MMC Records     |

Avec le groupe Nucleus
| Enregistrement | Nom de l'album            | Label             |
| -------------- | ------------------------- | ----------------- |
| 1970           | We'll Talk About It Later | Vertigo Records   |
| 1971           | Solar Plexus              | Vertigo           |
| 1971           | Live in Bremen            | Cuneiform Records |
| 1973           | Labyrinth                 | Vertigo           |
| 1973           | Roots                     | Vertigo           |
| 1974           | Under The Sun             | Vertigo           |